# اچ‌ام‌سی‌اس هپتیکا (کی۱۵۹)
اچ‌ام‌سی‌اس هپتیکا (کی۱۵۹) (به انگلیسی: HMCS Hepatica (K159)) یک کشتی بود که طول آن ۲۰۵ فوت (۶۲٫۴۸ متر) بود. این کشتی در سال ۱۹۴۰ ساخته شد.